# Allen Guevara
Allen Esteban Guevara Zúñiga (Liberia, 16 aprile 1989) è un calciatore costaricano, centrocampista del Cartaginés.

## Statistiche

### Cronologia presenze e reti in nazionale
| Cronologia completa delle presenze e delle reti in nazionale ― Costa Rica | Cronologia completa delle presenze e delle reti in nazionale ― Costa Rica | Cronologia completa delle presenze e delle reti in nazionale ― Costa Rica | Cronologia completa delle presenze e delle reti in nazionale ― Costa Rica | Cronologia completa delle presenze e delle reti in nazionale ― Costa Rica | Cronologia completa delle presenze e delle reti in nazionale ― Costa Rica | Cronologia completa delle presenze e delle reti in nazionale ― Costa Rica | Cronologia completa delle presenze e delle reti in nazionale ― Costa Rica |
| Data                                                                      | Città                                                                     | In casa                                                                   | Risultato                                                                 | Ospiti                                                                    | Competizione                                                              | Reti                                                                      | Note                                                                      |
| ------------------------------------------------------------------------- | ------------------------------------------------------------------------- | ------------------------------------------------------------------------- | ------------------------------------------------------------------------- | ------------------------------------------------------------------------- | ------------------------------------------------------------------------- | ------------------------------------------------------------------------- | ------------------------------------------------------------------------- |
| 14-1-2011                                                                 | Panama                                                                    | Costa Rica                                                                | 1 – 1                                                                     | Honduras                                                                  | Coppa centroamericana 2011 - 1º turno                                     | -                                                                         | 45’                                                                       |
| 16-1-2011                                                                 | Panama                                                                    | Guatemala                                                                 | 0 – 2                                                                     | Costa Rica                                                                | Coppa centroamericana 2011 - 1º turno                                     | -                                                                         | 70’                                                                       |
| 21-1-2011                                                                 | Panama                                                                    | Panama                                                                    | 1 – 1 dts (2 – 4 dtr)                                                     | Costa Rica                                                                | Coppa centroamericana 2011 - Semifinale                                   | -                                                                         | 65’                                                                       |
| 23-1-2011                                                                 | Panama                                                                    | Honduras                                                                  | 2 – 1                                                                     | Costa Rica                                                                | Coppa centroamericana 2011 - Finale                                       | -                                                                         | 46’                                                                       |
| 9-6-2011                                                                  | Charlotte                                                                 | Costa Rica                                                                | 1 – 1                                                                     | El Salvador                                                               | Gold Cup 2011 - 1º turno                                                  | -                                                                         |                                                                           |
| 12-6-2011                                                                 | Chicago                                                                   | Messico                                                                   | 4 – 1                                                                     | Costa Rica                                                                | Gold Cup 2011 - 1º turno                                                  | -                                                                         | 46’                                                                       |
| 8-7-2011                                                                  | San Salvador de Jujuy                                                     | Costa Rica                                                                | 2 – 0                                                                     | Bolivia                                                                   | Coppa America 2011 - 1º turno                                             | -                                                                         | 46’                                                                       |
| 11-8-2011                                                                 | San Juan                                                                  | Costa Rica                                                                | 0 – 2                                                                     | Ecuador                                                                   | Amichevole                                                                | -                                                                         | 46’                                                                       |
| 6-9-2011                                                                  | Quito                                                                     | Ecuador                                                                   | 4 – 0                                                                     | Costa Rica                                                                | Amichevole                                                                | -                                                                         | 61’                                                                       |
| 15-11-2011                                                                | San José                                                                  | Costa Rica                                                                | 2 – 2                                                                     | Spagna                                                                    | Amichevole                                                                | -                                                                         | 89’                                                                       |
| 23-12-2011                                                                | Cabudare                                                                  | Venezuela                                                                 | 0 – 2                                                                     | Costa Rica                                                                | Amichevole                                                                | -                                                                         | 87’                                                                       |
| 16-10-2012                                                                | San José                                                                  | Costa Rica                                                                | 7 – 0                                                                     | Guyana                                                                    | Qual. Mondiali 2014                                                       | -                                                                         | 58’                                                                       |
| 15-11-2012                                                                | Santa Cruz de la Sierra                                                   | Bolivia                                                                   | 1 – 1                                                                     | Costa Rica                                                                | Amichevole                                                                | -                                                                         | 65’                                                                       |
| 28-5-2013                                                                 | Edmonton                                                                  | Canada                                                                    | 0 – 1                                                                     | Costa Rica                                                                | Amichevole                                                                | -                                                                         | 67’                                                                       |
| 2-6-2022                                                                  | Panama                                                                    | Panama                                                                    | 2 – 0                                                                     | Costa Rica                                                                | CONCACAF Nations League 2022-2023 - 1º turno                              | -                                                                         | 60’                                                                       |
| Totale                                                                    |                                                                           | Presenze                                                                  | 15                                                                        |                                                                           | Reti                                                                      | 0                                                                         |                                                                           |

## Palmarès

### Club

#### Competizioni nazionali
- Campionato costaricano: 6

Alajuelense: Invierno 2010, Verano 2011, Invierno 2011, Invierno 2012, Invierno 2013, Apertura 2020

#### Competizioni internazionali
- CONCACAF League: 1

Alajuelense: 2020

### Nazionale
- Campionato nordamericano di calcio Under-20: 1

2009